# 임계초등학교 소란분교
임계초등학교 소란분교는 대한민국 강원특별자치도 정선군 임계면  송계리 882-8에 있었던 공립 초등학교이다.

## 연혁
- 1979. 5. 7 임계국민학교 소란분교 승인
- 1996. 3. 1 임계초등학교 소란분교 교명 변경
- 2003. 9. 1 폐교